# Десять тысяч франков «Французский гений»
Десять тысяч франков Французский гений — французская банкнота, эскиз которой был утверждён 27 декабря 1945 года, выпускавшаяся в обращение Банком Франции с 21 июля 1950 года до замены на банкноту Десять тысяч франков Бонапарт.

## История
4 июня 1945 года французы в течение двенадцати дней должны были обменять банкноты номиналом 50 франков на так называемые банкноты «резерва» (Триста франков и Пять тысяч франков). Это было сделано правительством с целью вернуть себе контроль над денежными потоками. Задержка выпуска банкноты произошла из-за технических проблем с водяным знаком, на первой банкноте номиналом десять тысяч франков была изображена аллегорическая тема молодежи, женщины, науки и искусства.
Банкнота Французский гений выпускалась до 21 июля 1956 года, изымалась из обращения с 18 марта 1959 года и лишена статуса законного платёжного средства с 1 апреля 1968 года. Тираж составил 300 600 000 экземпляров.

## Описание
Эта банкнота была украшена картинами Себастьена Лорана (1885—1973), которые также присутствуют на банкноте 500 франков Мир, на лицевой стороне указано имя Жюля Пиля и на обороте — имя Камиля Бертрана.
На аверсе изображена молодая женщина, одетая в фиолетовое платье, которая держит книгу в правой руке, а её левая рука покоится на земном шаре. Она окружена объектами, символизирующими научные исследования.
На реверсе изображён молодой человек, представляющий идеализированное представление о «подмастерьях» средневекового города, работающий на строительстве собора. Он опирается на камень, его окружают инструменты (молоток, ножницы, компас).
Водяной знак банкноты — профиль головы человека, держащего в руках факел.
Размеры банкноты 221 мм × 120 мм.